# 李士羣
李士羣（1905年4月24日—1943年9月9日），浙江遂昌人。曾为中共地下党员，后投靠中国国民党，成为国民政府情报人员，1938年后，成为汪精衛政權特务部門負責人，组建特务组织76号，期间策反刺杀军统、中统人士。在四年的时间里，76号展开了三千多次刺杀行动，李士羣多为主谋，国民党特务亦对76号展开刺杀。拉拢及包庇中共，官至江苏省政府主席，领导清乡活动。1943年周佛海被中國國民黨策反，下令日本憲兵队將其毒死。

## 早年經歷
1905年4月24日，李士羣出生于浙江省遂昌县城。李家从李士羣祖父辈开始遭遇天灾人祸，李士羣的父亲在李士羣八岁时去世，李士羣由母亲养大十二岁时，李士羣就读于杭州崇文中学。:3-41924年，李士群来到上海，报考交通大学落榜后，考入上海美术专科学校。:31926年春，李士羣转学到中共为培养干部设立的上海大学，经同学方木仁介绍加入中共。1927年4月由上海地方党组织派往苏联莫斯科东方大学学习。随后被选拔到西伯利亚的苏联特种警察学校培训，结识中共派出的苏成德。在苏联期间，李士羣接受了秘密工作的常规训练，并被苏军参谋总部情报头目谢苗·彼德罗维奇·乌里茨基将军赏识，成为苏军情报总局的直属情报员，并进入情报总局专设间谍高等专科学校深造，随后派回中国潜伏。

## 特务生涯

### 背叛中共
1928年返回上海，在中共中央特科工作，然而运气不佳，三四年间相继有八次入狱。:6-71928年第一次被公共租界巡捕房逮捕后，李士羣的妻子叶吉卿联络上海青帮头目季云卿营救，后李士羣成为季云卿的门徒。由于李士羣屡次被捕，叶吉卿一直劝说李士羣退出中共。1932年6月，李士羣又一次被捕，然而这次抓捕他的是中统。为了救出李士羣，叶吉卿说服当时负责逮捕李士羣的国民党中统局上海区特务马绍武，最终使得李士羣叛变。:7-9

### 潜伏中统

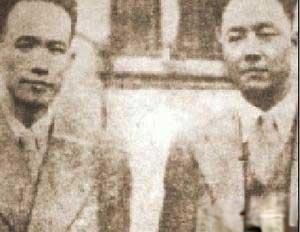
丁默邨（左）和李士羣（右）

投靠中国国民党后，被委派为中统上海区直属情报员，与丁默邨、唐惠民等人合办《社会新闻》。李士羣收到中共刺杀早前叛变的丁默邨的指令后，与丁默邨商议后，向中共申请先刺杀对中共威胁更大的中统上海区负责人马绍武。:10-111933年6月14日晚，在东方饭店附近将马绍武杀害，丁默邨也假装倒在现场。:10-11
事件引发中统调查，但一个月后，丁默邨和李士羣将中统特务股长陈静灌醉后带出指引枪击，陈静经抢救后供认事发前在和李士羣喝酒。因为两起事件均与李士羣和丁默邨相关，中统局局长徐恩曾亲自下令关押嫌疑最大的李士羣和丁默邨，李士羣在南京的中统局总部内遭遇严刑拷打，但始终没有说出刺杀是自己谋划的。:11-12
看见李士羣案件卷宗后，中统上海行动区沪西分区主任苏成德偷偷给叶吉卿发去电报：“群兄病重，速来救治。”叶吉卿方才知道丈夫被中统关押，找来复旦大学同学胡绣枫疏通关系。叶吉卿则贿赂审讯官员，并且与徐恩曾产生性关系，最终案件不了了之，李士羣出狱成为南京区侦察股股员。:11-12
1937年7月7日，李士羣在上海找到中国文化协会秘书黄敬斋，要求其留意黄秋岳动向，称后者与日本大使馆交流密切，并要求保密。一周后，黄秋岳因通敌罪被逮捕，指其泄漏国民政府在江陰要塞封鎖日本舰船的计划，李士羣因此立功。:41-42

### 投靠日本
八一三事变后，李士羣奉中统命，留守南京，以开设公司为名义潜伏。将妻子和孩子送回遂昌后，李士羣和另外两名中统情报人员搬进中央路大树根76号洋房内，并与女佣关子同居暧昧。:43-44随着日军进逼南京，李士羣与关子一起逃亡至武汉。随后，叶吉卿从遂昌到武汉寻夫。怀孕的关子不得不去香港投奔亲戚。叶吉卿发觉丈夫出轨，怒不可遏，李士羣只得低头认错。:47-48不少76号特务的回忆录指李士羣和川岛芳子勾结，但川岛芳子多在北方活动，因此不足为信。
1938年夏，国民政府西撤重庆。:47-48原国民党株萍铁路特别党部特务室上尉主任甘青山调任国民党浙赣铁路特别党部特务室主任，改由李士羣担任。李士羣劝说妻子返回遂昌。李士羣本人对关子有所留恋，以交通部专员的公开身份经由广西、云南、河内、海防前往香港。:47-48
李士羣抵达香港后，依照关子的指示来到日本驻香港领事馆。:51-52随后，女佣关碧玉表明日本间谍身份，并将李士羣引荐给日本驻香港总领事中村丰一，中村丰一则将李士羣介绍给上海的日本大使馆书记官清水董三，在大西路67号开设情报机构，由清水提供资金。李士羣与国民党要员汪曼云﹑马啸天保持联系，在其遭遇日军时化解危机，也通过他们保护自己免于国民党地下锄奸队之攻击。李士羣还从中统特务章正范、唐惠民、刘坦公等处收买情报。
1938年8月，戴笠因嫉妒丁默邨参与策划张国焘叛逃事件，指控丁默邨在策反和招待张国焘的问题上存在贪污行为。在昆明休养的丁默邨，辗转香港做生意失败，李士羣则邀请他到上海担任情报机构出面人，而李士羣自己退居幕后。
1939年初，军统上海行动组的一名股长于松乔来到东湖路11号汪曼云家，请求汪曼云提供照片，以方便代表军统枪杀汉奸李士羣。汪曼云直接拒绝，并表示不会出卖朋友。于松乔离开后，汪曼云却马上通过章正范用电话通知李士羣。李士羣从日军手中获得张师石所写的《杜月笙在上海的势力》文件，经由汪曼云交给在香港的杜月笙本人，请求称为杜月笙的门徒，杜月笙则表示会帮助李士羣解决麻烦，并告知戴笠将李士羣的名字从“锄奸”名单中删除。:28-29

### 创立76号

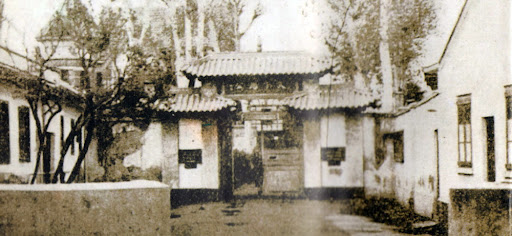
极司菲尔路76号大门

汉奸陈箓被刺杀后，:87为了应对中国军民的锄奸运动，土肥原贤二着手规划建立特务机构“以华制华”。1939年2月，清水董三将李士羣和丁默邨引荐给土肥原贤二。随后，李士羣和丁默邨两人与晴气庆胤在大西路67号会谈，提出成立特工机构的方案。2月10日，日本参谋总长在《致晴气少佐训令》批复同意设立丁默邨一派的特务工作，以应对上海的锄奸活动。
2月15日，晴气庆胤出面与华中派遣军交涉，使后者同意合作，并选定意大利军警备区日本房产中的极司菲尔路76号作为行动据点。李士羣透过上海青帮头目季云卿招募人员。季云卿把干女婿干女儿吴世宝和佘爱珍拉入组织，吴世宝和佘爱珍又把手下的张国震、顾宝林、赵嘉猷、夏殿元、郭忠和、王吉安等三十几兄弟一齐拉过来。大西路67号无法容纳太多人活动，因此又租下租下忆定盘路95弄10号。3月1日起，由李士羣负责对军统的工作，从四月起展开一系列行动。
1939年5月，汪精卫到上海，入驻重光堂。为保护其人身安全，丁默邨、李士羣面见汪精卫，要求汪精卫政府承认两人的组织为汪精卫政府国民党秘密警察，经费在10月份之后由汪精卫供给，获得应允。极司菲尔路76号遂称为“特务工作总司令部”。丁默邨、李士羣还要求应当在新政府里获得内政部长、江苏省主席、上海市市长等职位，并未获准。
1939年8月，影佐祯昭取代土肥原贤二入驻重光堂，成立梅机关接管李士羣和丁默邨的特务组织。1939年9月5日，汪精卫在上海召开汪记国民党六届一中全会，会后决定成立中国国民党中央执行委员会特务委员会，李士羣任副主任委员兼秘书长。

### 对中统工作
李士羣的76号策反了大量CC派的中统特工。1939年3月，:185军统熊剑东向上海外商购买军火，企图进行相关方面交易时，被日军当场逮捕，并被押送至上海的日军宪兵队。可能是因为其本人与中统上海特区联系密切，且他妻子唐逸君是中统局特工，熊剑东被捕后，中统决定组织营救。由于熊剑东是上海日本宪兵司令部特高课长官的冈村适三的同学，熊剑东在监狱中颇受关照，并没有受到虐待。
中统上海区副区长张瑞京和稽希宗则受命刺杀丁默邨，稽希宗拉拢上海法政大学学妹郑苹如加入中统。郑苹如曾在上海民光中学读书，与丁默邨有师生关系。熊剑东入狱之后，唐逸君委托郑苹如设法营救熊剑东，中统认为可以趁机接近丁默邨，并施展美人计创造刺杀机会。郑苹如接近丁默邨后，中统开展多次刺杀均未能成功，期间丁默邨将熊剑东推荐给周佛海。
1939年夏，中统行动总队队长及苏沪区副区长苏成德投靠李士羣，破坏中统在江苏、上海的间谍网络。12月，为营救丈夫，熊剑东妻子唐逸君独自前往極司菲爾路76号，答应诱捕自己的上司张瑞京以换取自己的丈夫出狱，致使张瑞京投日叛变。李士羣从张瑞京处听闻中统密谋杀害丁默邨，遂继续关押张瑞京以封口，不攻击中统，以期中统杀害丁默邨后一网打尽，并派人监视郑苹如和丁默邨的交流。但熊剑东并没有被释放，需要唐逸君参与劝降。
郑苹如再度实施暗杀以后，李士羣派人抓捕，并于1940年2月下令枪杀。

### 对军统工作
1939年夏，李士羣策划由76号特工绑架军统局在上海的一号人物王天木，李士羣与晴气庆胤亲自监督绑架过程。抓获王天木后，李士羣则以好酒好菜礼待，随后释放，以扰乱军统对王天木的信任。8月15日，王天木遭遇军统暗杀未遂，随后叛变投靠76号。随后，重庆方面派来刘戈青劝说王天木归正，一同刺杀汪精卫，但王天木不敢轻信，并和陈明楚将刘戈青送至76号由李士羣审问，刘戈青坦白自己杀害陈箓等事。1939年8月，戴笠重整军统上海区。1939年9月17日下午，军统特务詹森在威海卫路枪杀季云卿，由李士羣调查案件。李士羣指示林之江处决詹森报仇。1940年3月，汪精卫政府成立后，李士羣将刘戈青转到了南京宁海路25号特工总部看守所，并许诺将其送往日本，引起狱警自发优待，并为其准备良民证。6月，刘戈青辗转上海、香港，逃回重庆，经戴笠允许，致信李士羣表示感谢。期间许天民劝说汪精卫政府上海特别市市长傅筱庵协助军统刺杀汪精卫，被傅筱庵告密出卖，令戴星炳入狱。李士羣优待戴星炳，期望其与重庆联络以和军统保持和平。戴笠回复承诺不再刺杀汪精卫，但却在回复的信件上加粗加、紧、消、灭、汪五个字。最终，李士羣命令手下枪决戴星炳。:108-110
1941年11月，李士羣成功捕殺國民政府最大地下組織，上海區書記齊慶斌、區長陳恭澍被捕。戴笠痛恨李士羣，称「李士羣阻撓國府在淪陷區實施各種政策，凡足以獻媚日敵者，無所不用其極。另在杭州設無線電台，專偵察国民政府方面軍事行動，實為抗戰以來罪大惡級之巨奸。」

## 权力斗争

### 76号内斗
76号的经费来自于江海关关税项下拨，由李士羣妻子叶吉卿保管，李士羣内侄叶耀先负责财务，因此李士羣掌握了76号的财政大权。汪精卫政府还都以前，周佛海有意依靠李士羣在上海寻求庇护，李士羣也需要用周佛海提升自己地位。熊剑东在入狱之前，安排法租界巡捕房包探曹子白、曹炳生父子挑拨李士羣与丁默邨之间的关系。1939年9月，他们成功与丁默邨取得联系，并开始在丁默邨面前传李士羣的坏话。郑苹如刺杀丁默邨失败被捕后，自称自己和丁默邨是情杀，而非重庆派来的刺杀，令丁默邨颜面尽失。丁默邨接受李士羣意见，认为曹子白、曹炳生父子挑拨离间，于1939年底逮捕二人并杀害。因此事，熊剑东与李士羣开始结仇。
唐惠民拉拢明光中学校长汤增扬和徐则骧未果，唐惠民后建议他们尽快离开上海，丁默邨前去逮捕两人时已经出走，李士羣遂挑拨说唐惠民泄密。不久丁默邨让唐惠民去南京筹备特工总部南京区。刚到南京不久，李士羣以丁默邨名义要求其返回上海开会。唐惠民刚到上海便被日本宪兵与76号人员关押于北四川路新亚酒店，被指控在南京有擅自收编土匪等行为，改派苏成德为特工总部南京区区长。
汪精卫政府成立前，李士羣听说丁默邨可能出任汪伪政府社会部长兼警政部长，自己则只能当警政次长时，唆使苏成德、吴世宝出来反对丁默邨，并且借郑苹如的案子，说丁默邨不配领导特工。丁默邨感到，李士羣打算先打倒王天木，以削弱自己，并要求汪曼云一同支持王天木。1939年平安夜，王天木保镖马河图、岳清江、丁宝龄枪杀何天凤、陈明楚，王天木自称不知情，引发怀疑。最终，丁默邨离开76号，到南京担任社会部长，周佛海兼任警政部长。
为了报复李士羣在76号夺权，丁默邨和丁时俊兄弟伺机报复。1940年5月，丁时俊被日本特务、白俄克拉（俄语：Никола Подшивалов）杀于南京夫子庙大世界舞厅，属于苏成德的地盘，且苏成德在场。丁默邨执意杀死苏成德，李士羣不允，产生冲突，由周佛海调停，最终丁默邨让步。

### 清乡冲突
周佛海创立直属于财政部的中央税警总团后，为换发制服之事，周妻杨淑慧与李妻叶吉卿就供应商发生矛盾，二人遂挑拨各自丈夫之间的矛盾。1940年秋，日本驻上海第13军团提出一份“肃清方案”，希望汪精卫政府配合，遂以中央税警学校的3000学员作为骨干展开清乡，晴气庆胤则向汪精卫提出应当让李士羣出任秘书长兼苏州办事处处长，排挤中央税警学校任职的罗君强。1941年5月，汪精卫政府成立清乡委员会，李士羣兼任秘书长负责实际操作。5月1日，李士羣代表汪精卫政府与日本签订了《清乡协定》。
为使“清乡地区”的市面要比非“清乡区”繁荣，李士羣带头成立永兴隆公司，自任董事长，以进行物资流通，但因触碰苏州当地日军利益，晴气庆胤施压使得李士羣退出公司。汪精卫政府江苏省政府的民政厅科长王春元向江都县长潘宏器敲诈，被汪精卫得知后震怒，认为是民政厅长蔡洪田贪污纵容才导致属下肆意妄为，交由李士羣处置。李士羣则扣押蔡洪田，制造消息称江苏省政府腐败，要江苏省政府主席高冠吾负责，希望高冠吾能够主动让位。1941年12月，影佐祯昭提出应当由清乡负责人担任江苏省主席。
1942年11月，李士羣在苏州清乡期间，通知日军堵截熊剑东收编的军队，逼迫其改编为和平建国军第29军。周佛海模仿宋子文组建中央税警总团，由罗君强和熊剑东为副总团长，这支部队在苏州一带与李士羣的部队激烈冲突，令李士羣企图谋杀熊剑东，在上海北站刺杀未遂，李士羣副手、军事委员会调查统计部次长杨杰当场被捕，供认李士羣为凶手。熊剑东则策反76号特工林之江，致使李士羣逮捕林之江，熊剑东则以日本宪兵队名义营救出林之江，激怒李士羣。

### 纵容犯罪

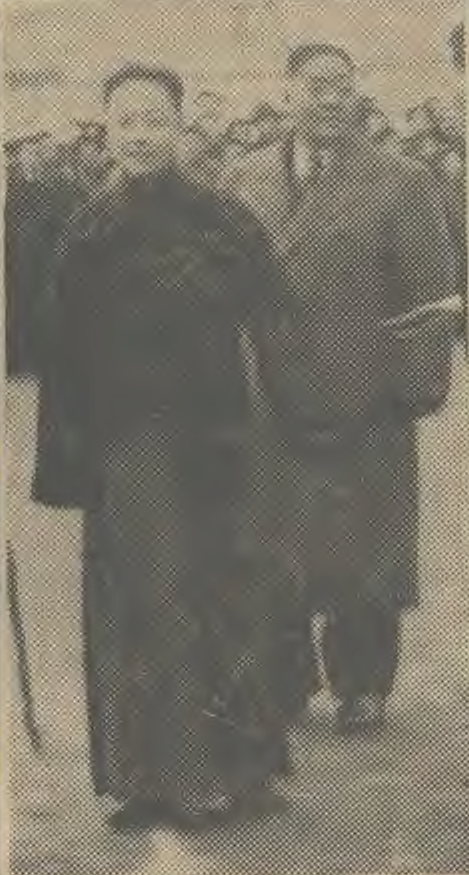
李士羣（前）与吳世寶（後）

1941年1月6日，汪精卫政府成立中央储备银行，随后发行中储券，但通行受限，中国、农民等公私银行都拒绝和中储行交换。1941年12月太平洋战争爆发后，日军进入公共租界。李士羣率人于1942年3月在沪西开纳路中国银行宿舍逮捕了大小行员128日，并且还曾制造中国农民银行集体宿舍曾发生枪杀案。在武力威胁下，上海各银行开始和中储行交换。李士羣亲信、76号警卫总队副总队长吴世宝在上海经营赌场、制毒贩毒、绑架抢劫、敲诈勒索，受到李士羣纵容。1941年春，吴世宝妻子佘爱珍随带保镖遭遇公共租界英籍巡长检查，因无证持枪而向巡警开枪，司机与保镖当场被击毙，佘爱珍被逮捕。李士羣找到日本宪兵队向租界捕房交涉，佘爱珍始获释放。
1941年12月，吴世宝组织抢劫日本正金银行在上海转运的黄金。1942年春，吴世宝被上海日本宪兵队逮捕，指责其破坏和平运动，李士羣到日本宪兵队营救。日本宪兵队要求李士羣带吴世宝回苏州管教，不久即暴毙身亡。

### 拉拢中共
中共间谍袁殊与李士羣关系微妙。1932年，袁殊负责监视李士羣所在的《社会新闻》，当时李士羣拉拢袁殊而不得。当袁殊打入日军情报机构后，日本情报机构人员曾经告诉过袁殊：虽然李士羣杀了很多人，但从未公开杀过共产党人。1939年秋，李士羣透过秘密渠道向中共表示希望建立联系，并且指名胡绣枫来负责联络。廖承志和潘汉年随即决定派胡绣枫的姐姐、中共地下党员、诗人关露负责联络。深秋，关露来到香港会见潘汉年和廖承志，受命接近李士羣，获取情报，并相机策反。从香港回上海后的第三天，中共地下党的吴成方便根据上级指示和关露接上关系，要关露尽快赴李士羣处工作。李士羣在摇摆及权衡利益之下，在基本得知关露的真实身份后，并未对关露产生威胁。关露也了解了李士羣的心态与特工总部的动态，并且成功促成了潘汉年与李士羣会面。
1941年12月，日本对英美法宣战，上海租界沦陷。太平洋战争的爆发也令李士羣开始寻觅个人出路。潘汉年决定亲自与李士羣会面，地点在于李士羣的私人寓所，共同参与会面的人还有：李士羣太太叶吉卿、袁殊。后有称，潘漢年住進李士羣的私人寓所，胡均鹤随后开始负责潘汉年的保卫工作以及潘与李的联络工作。1942年1月，李士羣推荐袁殊担任清乡机构苏州党务办事处主任，以拉拢袁殊。4月，潘汉年与李士羣在李士羣家再度会面，李士羣向潘汉年透露了汪精卫政府对苏北根据地进行“扫荡”的军事计划。9月，为确保中共江苏省委书记刘晓及王尧山安全抵达苏北，潘汉年第三度与李士羣会见。1943年4月，汪精卫政府再度对新四军根据地进行扫荡，受到饶漱石的嘱托，潘汉年再度前往上海，又与胡均鹤前往南京去找李士羣。第二天一早，李士羣道旅馆见到潘汉年，当即提出带潘汉年去见汪精卫，潘汉年一同前往。潘汉年明确告诉汪精卫，中共不会加入汪精卫政府，但会转告消息。这是两人最后一次见面。

## 死亡

### 各方态度
1942年，李士羣的后台老板日本人晴气庆胤奉调回国，他的继任柴山兼四郎中将对李居功自傲十分不满。:307不久，李士羣掩护日本宪兵悬赏缉拿的军统特务余祥琴逃脱之事又被查知，令日军认为对李士羣失去控制。:306汪精卫和陈公博则认为李士羣部下纪律败坏，影响政权形象，曾经尝试将李士羣削职，但因担心报复而并未实施。
1943年5月，由于美国在太平洋战争中的有利局势，美国迫切希望在上海展开间谍活动，以便窥探日本的军事情报。因此，美方要求蒋介石采取行动移除汪精卫政府特務部門負責人李士羣。根据唐生明回忆，与周佛海在汪精卫政府内部明争暗斗，但却不肯归附军统，导致戴笠决心铲除李士羣。战后审判时，周佛海也称：“李士羣替敌人做爪牙，危害中央工作人员很多，戴局长通知我铲除，使中央工作人员减少困难和危险。我便和罗君强、熊剑东磋商，历时四月之久，费款千多万，终把他毒死。这个人一死，中央在东南秘密的抗战工作，才能够顺利进行。”
1943年7月，李士羣同妻子叶吉卿在夜里找到袁殊，询问是否有渠道和江北的新四军取得联络，袁殊假意不知道从而拒绝，随后李士羣便谈到可以到日本考察，亦或是必要时可以进军南京。后来又找到袁殊，邀请一同前往日本流亡，并派人去香港寻找中共组织以拉拢关系，但却都空手而归。同月，李士羣写信给晴气庆胤称：“一切都陷入了僵局。周佛海正在暗中活动，企图把我从江苏撵走。我希望能暂时流亡到日本。”

### 中毒而死
周佛海和唐生明一同谋划挑拨上海日本宪兵队特高课长冈村适三中佐杀害李士羣。作为周佛海的副手，熊剑东与冈村关系很好，熊剑东告知冈村李士羣总是想方设法与宪兵队争权抢功，并建议毒杀李士羣。1943年9月，冈村适三打电话给李士羣，邀请他与熊剑东聚餐和解。李士羣考虑到熊剑东掌握着强大的税警部队，而自己急需熊的支持以维持水陆走私活动，于是同意参加宴会。宴会之中，李士羣以肠胃不适为理由屡屡拒绝劝酒，但最终被毒死。:308关于毒物，学者石源华指宴会上有毒的是牛肉饼，周佛海亲信罗君强则称毒药藏于冷饮中。所使用的毒药则是阿米巴菌。据中国派遣军宪兵司令部特高课长大塚清回忆，所使用的毒药由多摩部队下属玉部队提供。
1943年9月7日，李士群从上海乘早车回苏州，随后回到护龙街822号住所，后传来消息说周身大量出汗，并不时腹泻。翌日，日本驻苏州部队派遣军医断定为中毒。金雄白在《汪政权的开场与收场》中描述了李士群的病状：
士群的汗水就像雨水那样地从体内渗出，黄敬斋的太太金光楣与士群的太太叶吉卿，在旁服侍，转瞬买来的几打干毛巾，一条一条的为他揩拭得湿透……后来又请了平时为他治病的储麟荪医生为他诊治，竟然不知患的是一种什么病症，无从下药，只有灌注盐水的治标之计。一天余时间的辗转床褥，直至体内的水分排泄尽了，才一瞑不视，整个躯体缩得又小又瘪，变成一个孩子模样了。
李士羣发觉自己中毒后，要求家人给他手枪以自杀，家人只得劝慰。至9月9日，李士羣死于苏州家中。李士羣死后，汪精卫政府行政院秘书长陈春圃来到苏州，代表汪精卫致祭，并参加入殓仪式。汪精卫为李士羣题写墓碑，并赠送一方田黄图章作为陪葬品。

### 身后争端

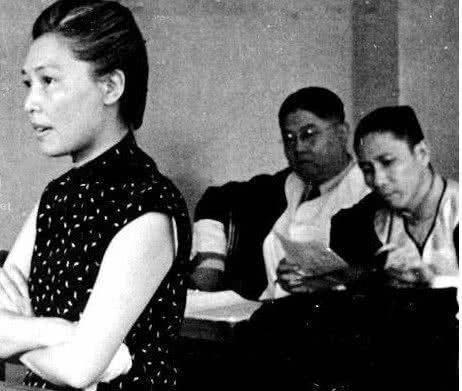
1946年12月1日，李士群遗孀叶吉卿上海高等法院为郑苹如遇害案作证

因为传闻是日军杀害，日本宪兵队着手调查，指责李士羣的妻子叶吉卿和储麟荪通奸，故而杀害李士羣。日本宪兵还指出李士羣也可能是佘爱珍为夫报仇而毒死，因此吴世宝与李士羣死状相似，并威胁逮捕叶吉卿、储麟荪、佘爱珍三人，逼迫三人承认李士羣病死，上海政治保卫局局长万里浪等人在停灵期间发誓要报仇雪恨，夏仲明向日方告密，日本宪兵亦进行追查。76号群龙无首，最终改组解散。
国立政治大学的研究指出，军统令周佛海送给日军一份李士羣与中共勾结的文件，而日本当时急于与国民政府求和，最终导致李士羣被国民政府、日本政府、汪精卫政府三方一同毒死，而李士羣之死使得中共透过李士羣在战后掌控伪军占领南京、上海的计划失败。

## 参阅书目
- 施原. . . 国殇（第四部） 第十一版. 北京: 团结出版社. 2018-01-29. ISBN 9787512606500.
- 刘红娟. . 民国特务四枭. 北京: 团结出版社. 2000. ISBN 9787801304377.
- 周山. . 北京: 中国社会科学出版社. 1996  [2024-02-18]. ISBN 7-5004-2004-8. （原始内容存档于2024-02-18）.
- 安子.  (PDF). 哈尔滨: 北方文艺出版社. 2015  [2024-02-17]. ASIN B092ZCMZD1. ISBN 9787531733508. （原始内容存档 (PDF)于2023-02-03）.